# Gribanicha (stacja kolejowa)
Gribanicha (ros. Грибаниха) – stacja kolejowa w miejscowości Gribanicha, w rejonie oneskim, w obwodzie archangielskim, w Rosji. Położona jest na linii Biełomorsk – Obozierskij.